# Brother from Another Series
«Brother from Another Series» (с англ. — «Брат из другого сериала») — шестнадцатый  эпизод восьмого сезона мультсериала «Симпсоны». Впервые вышел в эфир 23 февраля 1997 года.

## Сюжет
Сайдшоу Боб, заклятый враг Барта, выпускается из тюрьмы благодаря стараниям своего брата Сесила и примерному поведению. Но Барт уверен, что тот только прикидывается хорошим, чтобы усыпить бдительность спрингфилдцев и отомстить Барту. Теперь Боб работает на своего брата. Однажды Сесил хотел стать помощником Красти, но тот его не принял из-за слишком глуповатого вида, чем не отличался Боб, которого Красти и взял в помощники. Поэтому теперь призвание Сесила — контролировать строительство гидроэлектрических дамб. А Барт тем временем начинает следить за Бобом, чтобы выявить у того малейшие признаки агрессии. Боб же решает начать жизнь заново и даже встречается с Эдной Крабаппл, учительницей Барта (правда, Барт против того, чтобы Эдна встречалась с его злейшим врагом). Боба раздражает Барт, вечно следящий за ним, и бригада во главе с Клетусом, которая неправильно делает работу на дамбе. В сердцах Боб желает, чтобы дамба прорвалась и похоронила всех жителей Спрингфилда. После того, как Боб опять застукал Барта и Лизу ищущими в его мусоре улики, он грозится Гомеру и Мардж, что в следующий раз им не поздоровится.
Но Барта и Лизу это не остановило и они отправились в трейлер Боба, чтобы там найти улики. В трейлере обнаруживается чемодан с кучей денег и строительные планы. Дети думают, что это Боб специально построил шаткую дамбу, чтобы она затопила Спрингфилд, но это не так. Оказалось, что это Сесил решил подставить Боба, ведь он — рецидивист и во взрыве дамбы обвинят его, а не Сесила. Сесил забирает динамит и запирает Боба, Барта и Лизу в дамбе. Но они сбегают оттуда по канализационному стоку.
Сесил радостно расставляет взрывную сеть по дамбе, но Барт прыгает на голову Сесила, и тот, пытаясь ударить Барта чемоданом, случайно открывает его и все деньги высыпаются в озеро. Тогда Сесил решает сделать то, чего не сделал Боб — убить Барта, сбросив его с дамбы. Но, к счастью, Барта спасает Боб и, отрезав плоскогубцами динамит от денонатора, Боб и Барт спасают город. Но шеф Виггам считает, что виновен не только Сесил, но и Боб, несмотря на показания Лизы Симпсон о его невиновности. Братьев помещают в одну камеру, где они занимаются тем, что вечно соперничают друг с другом.